# 橄榄单极虫
橄榄单极虫（学名：Thelohanellus oliviformis）为单极科单极虫属的动物。在中国，分布于浙江等，营寄生生活，寄生在银鲫的头后背部两侧肌肉。